# Битка код Алмансе
Битка код Алмансе одиграла се 25. априла 1707. била је једна од одлучујућих битака током Рата за шпанско наслеђе. Код Алмансе, франко-шпанске снаге под Бервиковом командом нанеле су тежак пораз савезничким снагама у Португалији предвођеним грофом од Галвеја. Већи део источне Шпаније након ове битке су преузели Бурбони.
Ова битка је описана као вероватно једина битка где је британским снагама командовао Француз а француским Британац.